# Cabela's Dangerous Hunts 2
Cabela's Dangerous Hunts 2 est un jeu vidéo d'action développé par Sand Grain Studios et édité par Activision, sorti en 2005 sur Windows, GameCube, PlayStation 2 et Xbox.

## Accueil
- IGN : 6,3/10[1]